# Constantin Krahmer
Constantin Krahmer (* 4. März 1986 in Lüneburg) ist ein deutscher Jazzmusiker (Piano, Synthesizer).

## Leben und Wirken
Krahmer erhielt seit seinem neunten Lebensjahr zunächst Trompeten-, später Klavierunterricht. In der Schulbigband sammelte er erste Erfahrungen mit dem Jazz. Im Jazzensemble Lüneburg spielte er Trompete, später Klavier. Ab 2002 spielte er mit Charlotte Greve in der Band Grevius; 2005 gewann er erste Preise bei Jugend jazzt. Von 2006 bis zum Diplom 2011 studierte er Jazz-Piano; seine Dozenten und Professoren an der Hochschule für Musik und Tanz Köln waren Hubert Nuss, Frank Wunsch, Florian Ross und John Taylor.
Krahmer betreibt gemeinsam mit Dierk Peters das Offshore Quintett, mit dem er drei Alben vorlegte und den Festivalpreis des Jazzwettbewerbs „Startbahn Jazz 2010“ in Straubing gewann sowie Finalist im „Jazzwettbewerb Burghausen 2011“ war. Weiterhin spielte er im Sextett von Alexander Bühl, in Benjamin Steils The Willit Blend, Red Dogs, im Misha Vernov Quartett, bei Esja 4, bei Radius, mit Mara Minjolis Metromara, mit Maik Krahl und mit Hannah Schörken. 2011 belegte er den 2. Platz beim Solo-Klavierwettbewerb Steinway Förderpreis Jazz in Düsseldorf. Er ist mit der Professorin Ulrike Henny-Krahmer verheiratet.

## Diskographische Hinweise
- Offshore Côte de Cologne (Double Moon Records 2013, mit Christoph Möckel, Oliver Lutz, Fabian Rösch)
- The Willit Blend Rainbow’s End (AJazz 2014, mit Filippa Gojo, Christoph Moschberger, Benjamin Steil, David Andres, Thomas Sauerborn)
- ESJA 4 Petrichor (Nabel Records 2015, mit Gero Schipmann, Stefan Rey, Thomas Esch sowie Theresia Philipp)
- Radius (2016, mit Jonas Vogelsang, Stefan Rey, Thomas Sauerborn)
- Offshore Preen (Klaeng 2017)
- Close Up (Yew 2022, mit Zuzana Leharová, Veit Steinmann, Leif Berger sowie Sebastian Gille, Michael Heupel)[5]